# La macchinazione Voronov
La macchinazione Voronov è il decimo racconto e quattordicesimo album della serie a fumetti dedicata a Blake e Mortimer, scritto da Yves Sente e disegnato da André Juillard, basato sui personaggi creati da Edgar P. Jacobs . È il secondo album della serie interamente prodotto da altri autori dopo L'affare Francis Blake (1996), scritto da Jean Van Hamme e disegnato da Ted Benoit. 
Nel 1998, la casa editrice Dargaud si rese conto che Ted Benoit, meticoloso disegnatore, stava impiegando troppo tempo a produrre le tavole per Lo strano appuntamento (2001), la nuova avventura sceneggiata da Jean Van Hamme. Yves Sente e André Juillard furono quindi scelti per formare una seconda squadra di autori e il 26 giugno 1999, La macchinazione Voronov venne pre-pubblicato in serie sul settimanale Le Figaro Magazine. L'album è stato poi pubblicato il 1 gennaio 2000 dalle Editions Blake et Mortimer e da allora è stata tradotta in più di sei lingue. 
Con L'affare Francis Blake, Jean Van Hamme e Ted Benoit si erano discostati da Edgar P. Jacobs creando una pura storia di spionaggio che non presentasse elementi di fantascienza o fantasia. Anche La Macchinazione Voronov è una storia di spionaggio, ma include alcuni elementi fantascientifici. Yves Sente e André Juillard ambientarono la loro avventura nella storia reale, durante la guerra fredda negli anni '50, e riportarono in scena diversi personaggi secondari di Jacobs e altri creati nel precedente album.

## Trama
16 gennaio 1957. Cosmodromo di Bajkonur, Kazakhistan. Un razzo viene lanciato dalla base. Il generale Ufa, membro dell'Armata Rossa, è il capo di questa operazione. Egli si disinteressa delle preoccupazioni dello scienziato professor Piotr Iliutkin che lo informa della presenza di meteoriti nel settore: è fondamentale che il razzo decolli, su ordine dei superiori. Infatti, il Cremlino ha dato ordini formali di mantenere il vantaggio acquisito sugli Stati Uniti nella conquista dello spazio, a qualunque costo. Ma come su previsione del professor Iliutkin, il razzo viene comunque colpito da una pioggia di meteoriti e la sua testata staccata precipita sulla Terra, sul suolo sovietico. 
Una squadra militare viene inviata per recuperarla, ma viene sterminata in circostanze misteriose. Il dottor Voronov, capo di una clinica del KGB, ha il compito di risolvere questo mistero. La sua assistente Nastasia Wardynska scopre che la testata del razzo era stata infettata da un batterio mutante, il "batterio Z", che provoca la morte in meno di ventiquattro ore per semplice contatto. Ma gli ordini del Cremlino sono formali: questo caso ufficialmente non ha mai avuto luogo. Contravvenendo agli ordini di Ufa, Voronov costringe la sua assistente a continuare le ricerche, per capire perché i ratti giovani siano portatori sani. 
A Londra, il capitano Francis Blake e il comandante William Steele, rispettivamente capi dell'MI5 e dell'MI6, discutono della preoccupante situazione. Steele ha ricevuto un rapporto sul batterio Z e sul desiderio di Voronov di usarlo come arma batteriologica contro l'Occidente. La sua spia, che si rivela essere Nastasia Wardynska, reclutata da Blake dieci anni prima, ha promesso di inviare un campione di batteri il mese successivo. 
Perciò una sera, a Baikonur, Nastasia ruba una provetta contenente il batterio e la invia a Sergei Pouskachoi, il suo contatto a Mosca. Voronov però capisce in fretta la realtà dei fatti. Dopo aver confermato il tradimento della sua assistente, la fa rinchiudere nel quartier generale del KGB a Mosca (la Lubjanka), dove viene affidata al generale Orloff e al colonnello Ilkor. Inoltre, quest'ultimo riesce per poco a impedire lo scambio del prezioso pacchetto contenente il batterio tra Pouskachoï e un agente dell'MI6. 
Informato degli eventi, Blake decide di recarsi in URSS per liberare Nastasia e recuperare il campione. Perciò, decide di agire sotto copertura identificandosi in Mac Taser, interprete del Professor Philip Mortimer . Quest'ultimo è infatti stato invitato al Congresso internazionale di Moscaper le sue grandi capacità scientifiche. Arrivati a Mosca, i due amici entrano in contatto con Edgar Reeves, addetto scientifico all'Ambasciata del Regno Unito e agente dell'MI6. Gli agenti si mettono quindi all'opera per escogitare un piano per salvare Nastasia, ma la segretaria di Reeves, Miss Sneek, è in realtà un agente dormiente. Così, informa Orloff dell'arrivo di Mortimer. Il colonnello Ilkor, alias Olrik, è quindi certo che Blake sia nei paraggi. Durante un concerto organizzato dopo la sua conferenza, Mortimer si avvicina al suo amico professor Iliutkin per ottenere informazioni sul batterio. Ma mentre lo scienziato russo gli parla del comportamento dei topi giovani, Voronov sorprende i due uomini dietro le quinte e arresta Iliutkin mentre Mortimer scampa per poco alla morte, salvato dall'amico Blake. 
L'indomani, Blake si infiltra nella Lubianka travestito da ufficiale del KGB con un falso ordine di trasferimento per Nastasia, ma Olrik lo aspetta e lo smaschera facilmente. Ma Blake e Nastasia riescono a fuggire e a seminare gli uomini di Olrik al termine di un inseguimento per le vie di Msca. Tuttavia, Nastasia viene gravemente ferita alla testa da un proiettile sparato da Olrik e perde i sensi subito dopo aver detto a Blake «la bambola ha una testa nera». Quella sera, Blake si reca al parco Leninskiye Gory per incontrare Pouskachoï, ma Olrik lo aspetta ancora una volta. Il capitano però non viene catturato grazie all'arrivo di Reeves e Mortimer, che hanno scoperto il tradimento di Miss Sneek. Dopo una breve sparatoria, Mortimer parte all'inseguimento di Olrik che decide di sbarazzarsi del campione gettandolo nel Moscova. Intanto nel parco, Pouskachoï, in fin di vita, pronuncia «il mondo dell'infanzia», il nome di un negozio di giocattoli a Mosca. Mortimer, protetto dal suo status di ospite, decide di andare lì e recupera con facilità una matrioska dalla testa nera che contiene il vero campione dei batterio Z. 
Pochi giorni dopo, i due britannici riescono a tornare nel loro paese grazie a un inganno. Mentre il professor Mortimer e il suo team iniziano le loro ricerche sul batterio, il capitano Blake riferisce tutto al comitato di sicurezza. Consiglia di non avvertire gli americani della minaccia imminente per il momento, per paura di scatenare una nuova guerra mondiale. Il suo istinto gli permette di capire che c'è qualcos'altro dietro tutta questa faccenda. 
A Mosca, Voronov è furioso. Aveva incaricato Olrik di recuperare o distruggere il campione rubato, suggerendo di addossare la colpa al Cremlino. Decide quindi di mettere in atto il suo piano e, nei giorni seguenti, diverse importanti personalità americane ed europee muoiono improvvisamente. Olrik, grazie a una talpa infiltrata al Center for Scientific and Industrial Research (CSIR), riesce a recuperare il campione e a incendiare il laboratorio. Tuttavia Mortimer aveva fortunatamente custodito un altro campione nella cassaforte del sotterraneo. Il campione era poi stato duplicato, per essere inviato a diversi laboratori del paese per ridurre i rischi. 
Mentre in tutto il mondo continuano a morire le personalità di spicco, Mortimer si reca a Liverpool dove uno dei suoi colleghi ha scoperto che i giovani ratti resistono ai batteri grazie al timo . Durante un nuovo comitato di sicurezza, Blake viene a sapere che tre leader vicini al potere sovietico sono morti. Capisce quindi che Voronov, nostalgico di Stalin, gioca da solo e cerca di screditare il proprio paese per prendere il potere. I servizi segreti britannici decidono di avvertire i russi e Blake all'ambasciatore russo di collaborare. A Baikonur, il generale Ufa, informato della situazione, è deciso a sistemare i conti con Voronov, ma viene ucciso dallo stesso dottore, che è costretto alla fuga. 
Grazie ai documenti scambiati tra i due blocchi temporaneamente alleati, Mortimer scopre come i batteri riescono ad entranre in contatto con i bersagli di Voronov: attraverso i bambini, che offrono loro fiori e baci. Il professore ricorda immediatamente che pochi giorni prima, la regina Elisabetta era venuta a contatto con una bambina sovietica, ma ma lei era ancora in salute. Mortimer capisce che questa bambina è la chiave del rimedio, per questo si precipita a Liverpool, ma Olrik lo ha preceduto e si dirige con la bambina al porto dove un mercantile russo lo attende. Con l'aiuto di Honeychurch, Mortimer arriva al porto prima di Olrik e riesce finalmente ad arrestarlo. 
Grazie alla bambina, affetta da una malattia rara, l'anemia falciforme, Mortimer riesce a creare il vaccino. Nel frattempo, i sovietici hanno arrestato il generale Orloff, mentre gli altri leader del tentato colpo di stato vengono costretti a collaborare con le autorità di tutto il mondo per smantellare la rete di agenti dormienti. Inoltre i sovietici chiedono che Olrik venga consegnato a loro in modo che possano rintracciare Voronov: gli inglesi accettano a condizione che Nastasia possa lasciare liberamente l'URSS. Lo scambio avviene il 3 ottobre 1957 su un ponte sopra l'Elba che separa le due Germanie, durante il quale Olrik riesce ancora una volta a fuggire. L'indomani, Mortimer offre a Nastasia un posto al CSIR. Nel frattempo, i sovietici hanno appena lanciato lo Sputnik 1, il primo satellite artificiale terrestre ad orbitare attorno alla Terra. 

## Luoghi
La storia si svolge principalmente in due città: Mosca in URSS e Londra nel Regno Unito . In minor parte, si svolge anche a Baikonur ( Kazakistan ), Saint-Germain-en-Laye ( Francia ), Liverpool (Regno Unito) e in una parte della Germania . Alcune città compaiono anche in una vignetta: New York e Washington DC negli Stati Uniti, Strasburgo e Parigi in Francia. 

Luoghi presenti nell'album
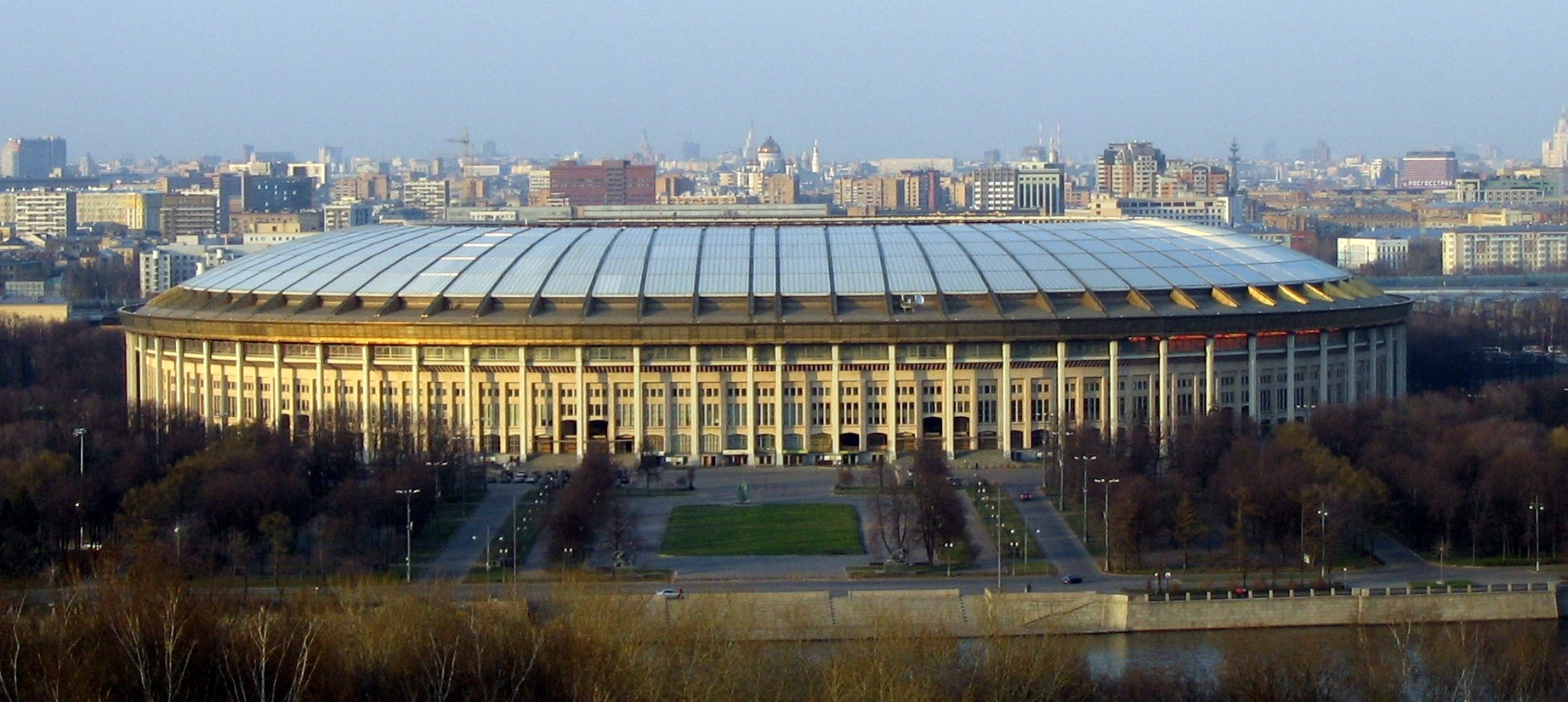
Stadio Lenin (il tetto fu aggiunto nel XXI secolo)
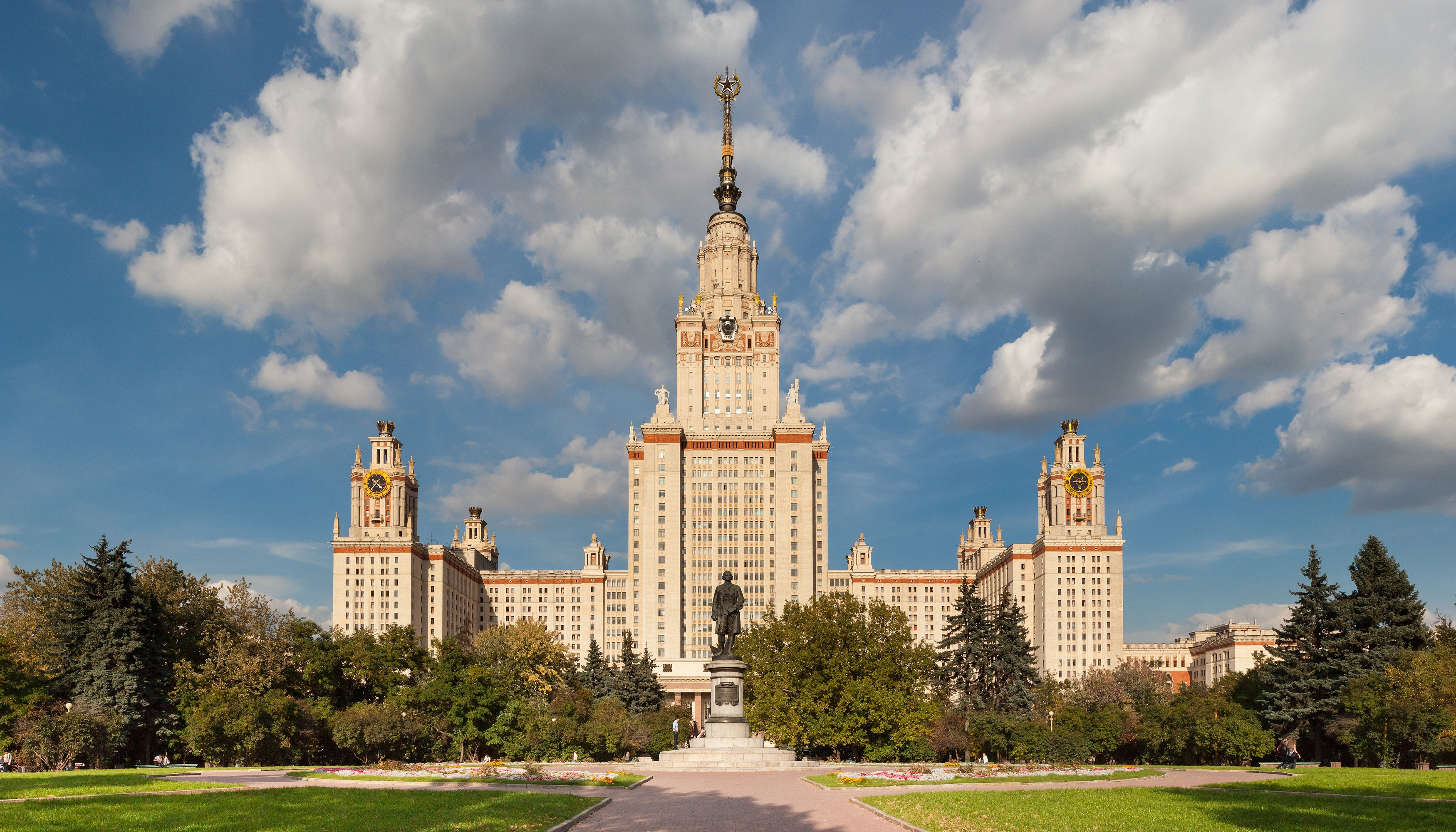
Università statale di Mosca Lomonosov.
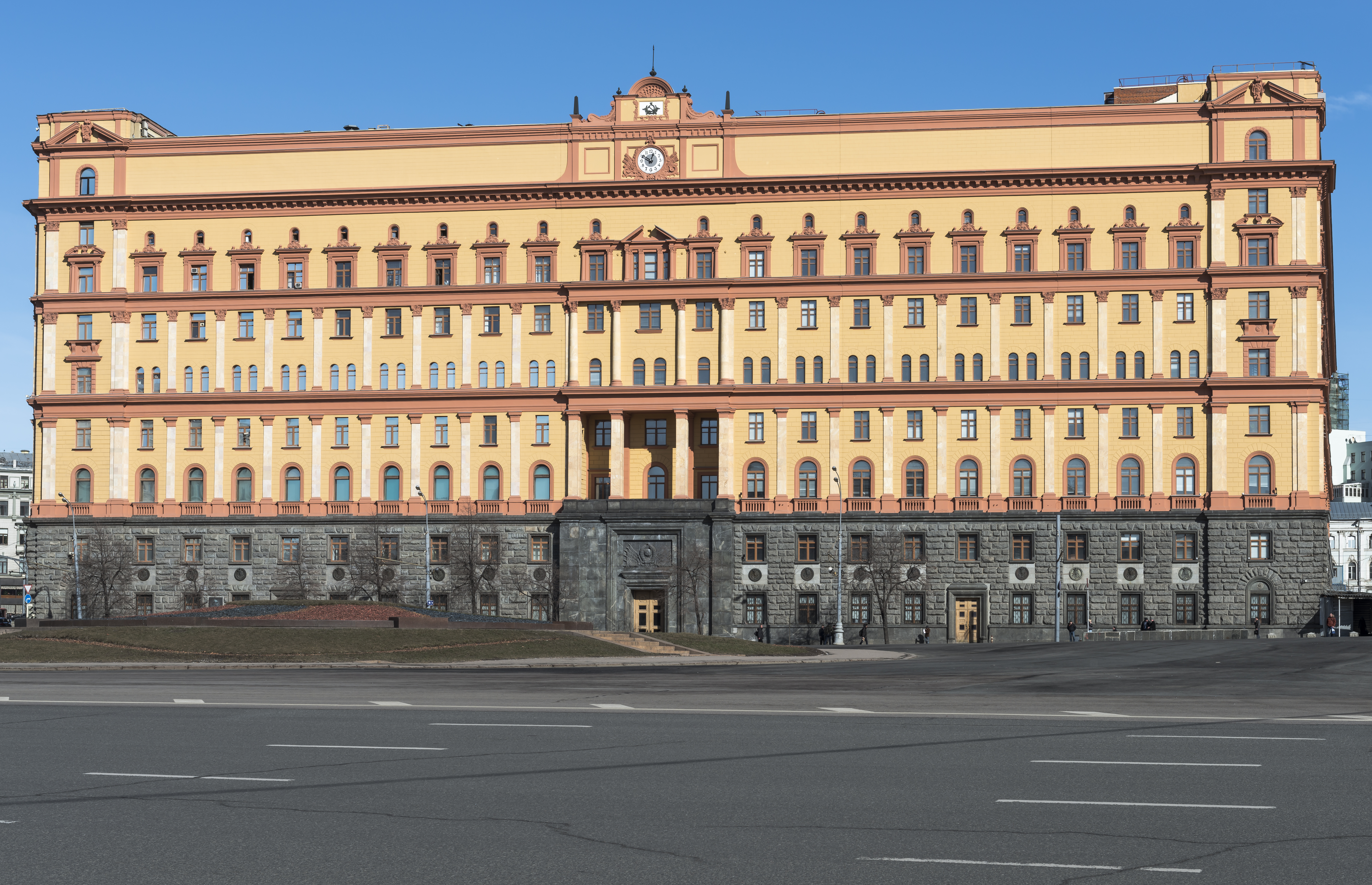
La Lubianka.
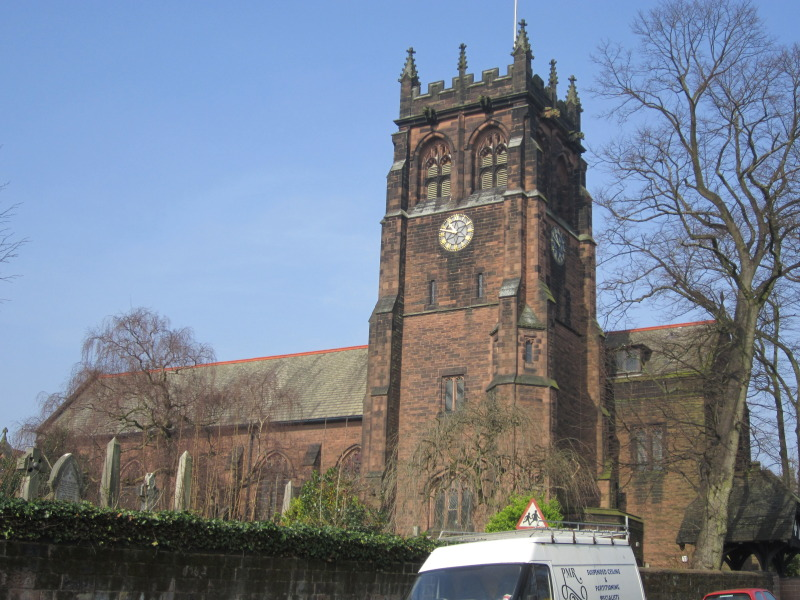
St. Peter Church (Inghilterra)

## Storia editoriale
Dato il successo de L'affare Francis Blake nel 1996, che aumentò anche le vendite degli album precedenti, le edizioni Dargaud commissionarono al duo Jean Van Hamme e Ted Benoit la produzione di un nuovo album ( Lo strano appuntamento, pubblicato in 2001). Ma Ted Benoit, meticoloso come Jacobs, impiegò molto tempo per i disegni. Tuttavia, Dargaud si trovava in difficoltà per la perdita dei diritti sulla serie Asterix dopo un lungo processo con Albert Uderzo, e quindi decise di contare su un'altra opera di Blake e Mortimer. Alla fine del 1997, l'editore cercò un disegnatore che aiutasse Ted Benoit, ma alla fine, all'inizio del 1998, decise di formare una seconda squadra di autori per poter pubblicare album più regolarmente , . 
Yves Sente, direttore editoriale delle éditions du Lombard, scrisse una pagina di sceneggiatura che sarebbe servita per testare i disegnatori candidati. Ma fu talmente coinvolto nello scrivere la sceneggiatura che ne scrisse una così ampia da poter riempire due volumi. Tentando la fortuna, la passò a Didier Christmann, direttore editoriale di Dargaud, fingendo che si trattasse di una sceneggiatura che aveva ricevuto. Una volta scelto, Yves Sente fu costretto tuttavia a condensare la storia in un unico volume, perché l'editore preferì non affidargli subito una storia in due volumi. Ricevette quindi preziosi consigli da Jean Van Hamme, che lo seguirà nella produzione dell'album . 
Per la scelta del disegnatore, venne organizzato un casting tra diversi autori che dovettero realizzare una tavola di prova. Tra i candidati c'erano Johan De Moor, figlio di Bob de Moor che disegnò il secondo volume de Le tre formule del professor Sato; René Sterne e il duo André Juillard / Didier Convard . Furono proprio questi ultimi ad essere scelti per le illustrazioni dell'album, uno facendo i primi piani e l'altro gli sfondi. Ma questo piano di lavoro non funzionò e alla fine Julliard realizzò per intero i disegni mentre Convard si occupò della colorazione. 

## Analisi

### Un contesto realistico
Per la prima volta nella serie, l'avventura prende parte nella storia reale. L'ambientazione dell'album è la Guerra Fredda negli anni '50, che vedeva opporsi il blocco occidentale, che includeva il Regno Unito, e il blocco orientale guidato dall'Unione Sovietica . Vengono utilizzati diversi simboli, anche cliché, di questo conflitto: il KGB, la NATO, le intercettazioni nelle ambasciate a Mosca, l'conquista dello spazio e lo scambio di spie sotto la pioggia, su un ponte, al confine tra le due Germanie, molto cinematografico. 
L'album fa esplicito riferimento a tre eventi  : 
- la firma del trattato di Roma del 25 marzo 1957 che istituì la Comunità economica europea (futura Unione europea );
- l'incontro tra John Lennon e Paul McCartney, futuri Beatles, durante la festa parrocchiale di Woolton nella periferia di Liverpool il 6 luglio 1957[4];
- il lancio del primo satellite artificiale, lo Sputnik 1, da parte dell'Unione Sovietica il 4 ottobre 1957

### Riferimenti
Yves Sente e André Juillard hanno fatto diversi riferimenti ad album precedenti ma anche ad altre opere di finzione. 
I riferimenti a Il Marchio Giallo di Edgar P. Jacobs sono numerosi: ad esempio luoghi come il Centaur Club e la casa di Blake and Mortimer a Park Lane, ma anche personaggi come il direttore di Scotland Yard, Sir Charles Garrison, l'ispettore capo Glenn Kendall e la presenza di tre già conosciuti membri del Centaur Club: Leslie Macomber, Sir Hugh Calvin e il professor Raymond Vernay . L'album fa riferimento anche alla precedente avventura, L'affare Francis Blake, per la presenza dei personaggi creati da Jean Van Hamme e Ted Benoit: il comandante William Steele, capo dell'MI6, il colonnello Cartwright, direttore dell'Intelligence Service e David Honeychurch, assistente di Blake all'MI5. 
L'album contiene inoltre un piccolo riferimento Hergé, autore de Le avventure di Tintin, quando Miss Sneek si reca in un ristorante Sildavo, paese immaginario apparso ne Lo scettro di Ottokar. 
Il personaggio di Miss Pound, segretaria del direttore dell'MI6, è un chiaro riferimento a Miss Moneypenny, la segretaria innamorata di James Bond, creata da Ian Fleming. 